# Гомес Паласио
Гомес Паласио (на испански: Gómez Palacio) е град в щата Дуранго, Мексико. Гомес Паласио е с население от 342 286 жители (по данни от 2015 г.), което го прави вторият по население град в щата. Кръстен е на бивш губернатор на щата Франсиско Гомес Паласио и Браво. Бейзболният стадион в Гомес Паласио е построен от демонтиран бейзболен стадион в град Хюстън, щата Тексас (САЩ).